# زلزال كالابريا 1638
ضربت سلسلة من أربع هزات رئيسية قلورية أو كلبرية في 27-28 مارس و9 يونيو 1638. الزلازل الثلاثة الأولى كانت مقدرة بمقادير لحظة

## الإعداد التكتوني

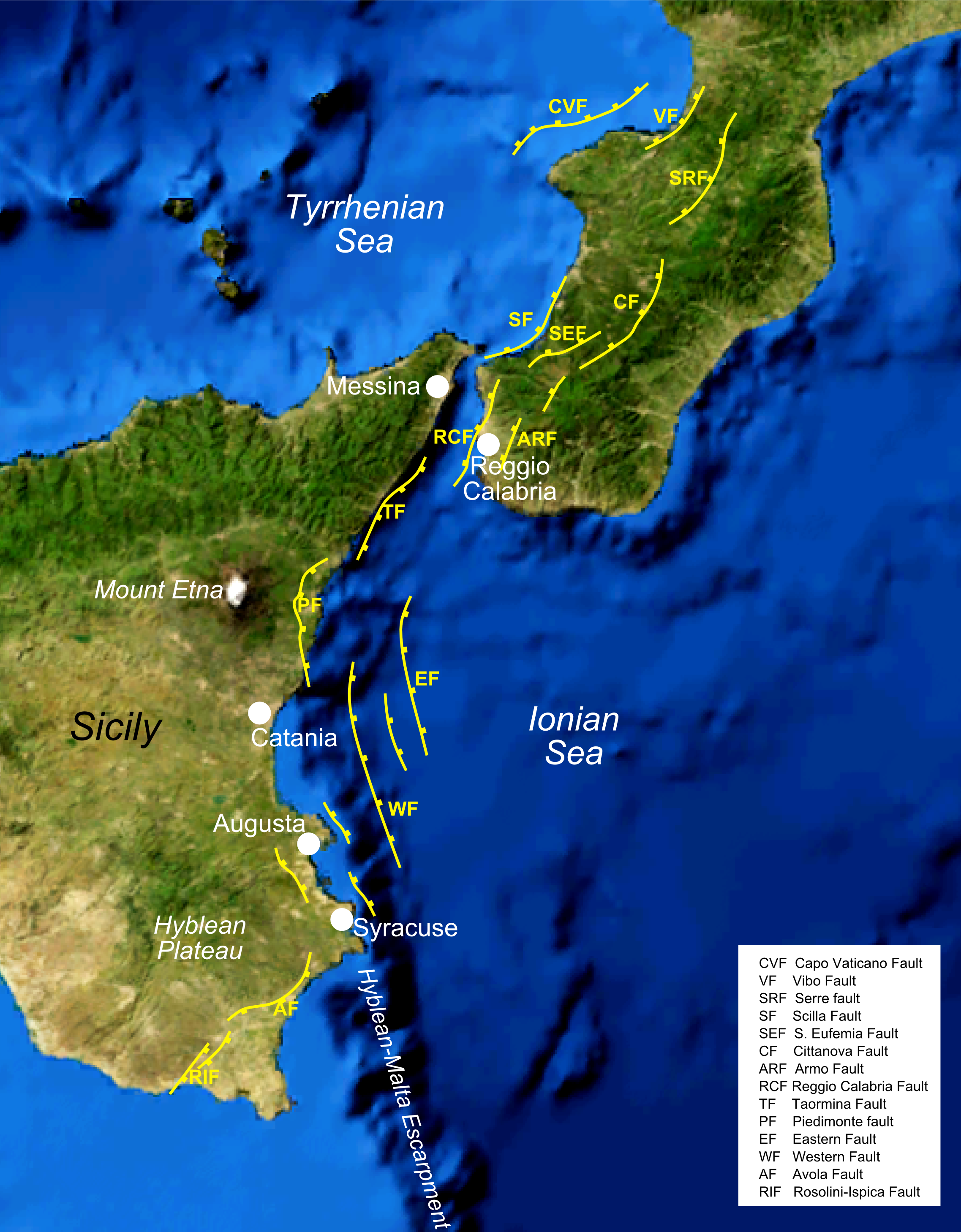
العيوب الرئيسية المرتبطة بصدع سيكولو قلورية

تقع منطقة قلورية بين البحر التيراني والبحر الأيوني، حيث يوجد بها حتى الان امتدادات نشطة. تم استيعاب الامتداد من خلال عيوب طبيعية على الجانب التيراني في قلورية. يمتد اتجاه الصدوع العادية جنوبًا إلى مضيق ميسينا، حيث تحدث على الجانب الأيوني في صقلية. تُعرف هذه الميزة الجيولوجية النشطة، المعروفة باسم صدع سيكولو - قلورية، بزلزالها العالي من الزلازل التي تصل إلى 7.1 م.

## جيولوجيا
وقع زلزال 27 مارس داخل نظام صدع وادي كراتي، وتحديداً في صدع بيانو لاغو وسافوتو ديكولاتورا. دمر زلازل 28 مارس نظام صدع ميسيما وصدع سانتا يوفيميا - فيروليتو. كان صدع البحيرة، الذي أحدث تمزقًا في السطح، مسؤولاً عن زلزال 9 يونيو، بناءً على وثائق تاريخية غنية وعلم الحفريات القديمة. ينخفض هذا الصدع العادي بزاوية باتجاه الغرب ويعوض السطح رأسيًا. ضرب زلزالان أضعف قليلاً نفس المنطقة في عامي 1832 و 1836.

### ملخص الأحداث
بناءً على تحليل التوثيق المباشر والتأريخ والأعمال الأدبية خلال القرن السابع عشر، تم تحديد ثلاثة هزات رئيسية: واحد في 27 مارس واثنان في 28 مارس
| الموقع            | التاريخ | الوقت  | الإحداثيات | الحجم (م) | الكثافة (مم)          |
| ----------------- | ------- | ------ | ---------- | --------- | --------------------- |
| وادي سافوتو       | 27 مارس | 10:00  |            | 6.8-7.1   | الحادي عشر            |
| سيري كالابريسي    | 28 مارس | "يوم"  |            | 6.6       | العاشر                |
| سهل سانتا يوفيميا | 28 مارس | "يوم"  |            | 6.6       | الحادي عشر            |
| هضبة لا سيلا      | 9 يونيو | "مساء" |            | 6.7       | العاشر إلى الحادي عشر |

## تسلسل الزلزال

### 27 مارس
في الساعة 10:00 مساءً، ضرب الزلزال الأول والأكثر تدميراً مركزه السطحي في سافوتو فالي أو بالقرب من نهر كراتي العلوي. وصلت إلى الحد الأقصى لمستوى كثافة في الكوميونات المكتظة بالسكان في مارتيرانو وروليانو وسانتو ستيفانو دي روجليانو وغريمالدي وموتا سانتا لوسيا ومارزي وكاربانزانو. دمر الزلزال الكثير من المستوطنات في تلك المدن. تعرضت بلدة أمانتيا لأضرار جسيمة، بينما تم الإبلاغ عن أضرار طفيفة في ماراتيا وريجيو قلورية. وفقًا للقاضي والمسؤول الإيطالي ومسؤول في مملكة نابولي إيتور كابسيلاترو(بالإنجليزية: Ettore Capecelatro)‏، تم تدمير أكثر من 10000 منزل، بينما أصبح 3000 منزل آخر غير آمن للسكن. أصيب لوكا سيليسي، أسقف أبرشية الروم الكاثوليك في مارتيرانو ، بجروح أثناء انهيار قلعته في بلدة بيديفيجليانو، حيث أفاد بأن عدد سكان أبرشيته انخفض من 12000 إلى 6500 بعد الزلزال. في بلدة آسلو كالابرو فيجنوب ايطاليا، تم طمس 408 منزل وقتل 655 من السكان. قتل ما لا يقل عن 116 شخصًا في بيلسيتو، و 234 في غريمالدي، و 495 في كاربانزانو، و 229 في كونفلينتي، و 173 في ماليتو، و 532 في موتا سانتا لوسيا، و 1200 في نيكاسترو، و 102 في بيان كراتي، و 216 في سامبيا، و 451 في سيجليانو ديانو، و 126 في فيروليتو. دمرت بلدة مارتيرانو وقتل 517 من سكانها. 
في أعقاب الزلزال، شهدت المناطق المتضررة انخفاضًا في عدد السكان بسبب الهجرة. انتقل العديد من سكان موتا سانتا لوسيا إلى ديكولاتورا، وانتقل سكان بيديفيجليانو وبيتاريلا إلى سيلا. انتقل الناجون من شيانو وكاربانزانو إلى الساحل الأيوني وشكلوا بلديتي مانداتريشو و سافالي. 

### 28 مارس
وقع الزلزالان في 28 مارس في الطرف الجنوبي من قلورية يوم أحد الشعانين. كانت إحدى بؤر الصدمتين بالقرب من نيكاسترو، حيث قُتل 3000 شخص. ما لا يقل عن 600 من إجمالي الوفيات في المدينة نتجت عن انهيار كنيسة. وقتل العديد من السكان في لاميزيا تيرمي وفاليرنا وفيروليتو أنتيكو وسانت أوفيميا لاميزيا. تسبب الزلزال في حدوث تسونامي مدمر في خليج سانت أوفيميا. كانت الأضرار في سانت أوفيميا لاميزيا شديدة لدرجة أن المدينة هُجرت.
ووقعت صدمة ثانية في منطقة سيري كالابريسي مما تسبب في ظهور شقوق في الأرض. تم الإبلاغ عن الكبريت واللهب المنبعث من الشقوق المشكلة حديثًا. كان الزلزال مدمرًا بشكل خاص في روسارنو وميليتو، بينما دمرت مراكز مدينة بوريلو وبرياتيكو وكاستلموناردو.

### 9 يونيو
سجل زلزال 9 يونيو الليلي قوته 6.7 درجة وأقصى شدة من مركالي. وقد أثر على منطقة سيلا، حيث دمرت ست قرى. تم الإبلاغ عن أضرار بالغة في كاتانزارو وكروتوني، وكذلك في 13 قرية أخرى. تسبب الزلزال في تمزق صدع سطحي كبير بلغت قوته 96.6 كم وطول 0.8 متر. كان تمزق الصدع مرئيًا، ويمتد من بيتيليا بوليكاسترو إلى سيل ، بالقرب من الشاطئ الشرقي لبحيرة أمبولينو.
سبق الزلزال هزتان قويتان في الصباح الباكر وبعد الظهر، لتنبيه العديد من السكان إلى البقاء في الهواء الطلق. على الرغم من شدة الأضرار، قتل 52 شخصًا فقط. 

## أنظر أيضًا
- قائمة الزلازل التاريخية

## ملحوظات
اقتباسات
1. 1 2  Jacques et al. 2001.
2. 1 2  Bosi & Galli 2003.
3. 1 2  d'Orsi n.d..
4. ↑  Villella 1986.
5. ↑  "Tsunami Event Information". ngdc.noaa.gov. NOAA National Centers for Environmental Information. مؤرشف من الأصل في 2022-02-13.
6. ↑  Annibale Riccò; E. Camerana; Mario Baratta; Giovanni Di Stevano (1907). Il terremoto del 16 novembre 1894 in Calabria e Sicilia: Relazione scientifica della Commissione incaricata degli studi dal R. governo (بالإيطالية). Roma: Tipografia nazionale di G. Bertero e c. p. 18. Archived from the original on 2016-06-13.{{استشهاد بكتاب}}:  صيانة الاستشهاد: أسماء متعددة: قائمة المؤلفين (link)
7. ↑  Bonacci 1982.
8. ↑  Marasco 1969.
9. ↑  Trumper, Maddalon & Chiodo 1995.
10. ↑  "I terremoti nella STORIA: marzo 1638, uno "spaventevole terremoto" devasta la Calabria centro-settentrionale". INGVterremoti (بالإيطالية). 31 Mar 2015. Archived from the original on 2023-03-27. Retrieved 2022-02-13.
11. ↑  "I terremoti nella STORIA: marzo 1638, uno "spaventevole terremoto" devasta la Calabria centro-settentrionale". INGVterremoti (بالإيطالية). 31 Mar 2015. Archived from the original on 2023-03-27. Retrieved 2022-02-13.
12. ↑  Domenico Martire, Calabria Sacra e Profana, Cosenza : Tipografia Migliaccio, 1877.
13. ↑  "Significant Earthquake Information". ngdc.noaa.gov. NOAA National Centers for Environmental Information. مؤرشف من الأصل في 2022-02-13. اطلع عليه بتاريخ 2022-02-13.